# Вид 8472
Вид 8472 (англ. Species 8472) — вымышленная раса из телесериала «Звёздный путь: Вояджер», созданная Роном Торнтоном. Впервые появляются в серии «Скорпион». Наравне с борг являются антагонистами сериала. В многопользовательской MMORPG игре Star Trek Online виду было дано более понятное название «Undine».

## История
Первый контакт — 2374 год. Это существа из другого измерения, в котором роль вакуума играет некая плотная жидкость («жидкостное пространство»), где кроме них нет ничего живого, что сделало их ксенофобами. Появились в нашем измерении в Дельта-квадранте после того, как Коллектив борг спровоцировал вид, вторгнувшись в их измерение. Коллектив дал им обозначение «вид 8472».
«Вояджер» находился во временном альянсе с Коллективом в борьбе против 8472, однако позже команда узнала о том, что конфликт развязал Коллектив. Борг хотели ассимилировать технологии вида, а их ДНК была признана вершиной биологического совершенства. В ходе борьбы альянсу удалось нанести поражение виду 8472 и предотвратить масштабное вторжение из жидкостного пространства на территорию борг в Дельта-квадранте.
В 2375 году «Вояджер» встретил на одной из станций в Дельта-квадранте копию Академии Звёздного Флота, созданную видом 8472 для подготовки вторжения на территорию Объединённой Федерации планет. Капитан Джейнвэй во время переговоров объяснила представителям вида 8472, что человечество — вовсе не агрессор, как Коллектив борг, что они заблуждались и не хотят зла этой расе, после чего представитель вида 8472 пообещал начать переговоры об этом с руководством своего вида.

## Описание
Вид 8472 является высокой окологуманоидной формой жизни фиолетового цвета. Они очень худые для своего роста (3 метра) и имеют 5 конечностей (3 ноги и 2 руки). Их тело переходит из горизонтального положения в вертикальное на уровне передних ног (похожи на кентавров с 1 задней ногой). Вид имеет 5 полов и является телепатическим. Располагают головой, ртом.
Вид 8472 — крайне живучий: раненый инопланетянин мог находиться в открытом космосе, самовосстановление тканей видно невооруженным глазом. Их ДНК — самая плотно кодируемая из известных человечеству (по словам Доктора) и борг (по сюжету), а иммунитет — экстраординарен, все, что проходит через кожные покровы мгновенно уничтожается.
Клетки вида 8472 крайне агрессивны, при занесении в рану, организм жертвы поглощался ими; Доктор описывает этот процесс как съедение заживо. Энсин Ким был заражён, и Доктор в поиске путей излечения адаптировал нанозонды боргов для уничтожения чужих клеток. Также этот вид — один из немногих, иммунных к ассимиляции борг.
Всё их оружие и защита основаны на биотехнологии, генетически запрограммированы и имеют ту же ДНК, что и сами пришельцы. Перемещается вид в одноместных биокораблях, оснащенных крайне мощным вооружением (объединив энергию, 9 биокораблей уничтожили планету и все звездолеты поблизости). Мощность биокорабля достаточна, чтобы с 1-2 выстрелов разрушить куб борг — мощнейший ранее известный тип кораблей (причем куб способен функционировать при повреждении ~78 %). Эти необычные звездолеты жёлтого цвета одни из самых мощных в истории научной фантастики.
Единственным эффективным оружием против вида 8472 оказались модифицированные нанозонды борг, имитирующие биосигнал пришельцев. Когда клетка понимала, что ей пришел конец, было уже поздно. Бомбы, заряженные такими нанозондами, не давали мгновенного результата, но эффективно уничтожали корабли. Как показала практика, вид оказался очень труслив, достаточно было уничтожить 17 кораблей, чтобы обратить в бегство всех захватчиков.
Вид 8472 — единственная раса, полностью созданная при помощи компьютерной графики, это сделало их чуждыми всем ранее известным видам.

## Видеоигры
Виды 8472 появляются как злодеи в видеоиграх Star Trek: Voyager Elite Force и Star Trek: Armada II . Они также появляются в Star Trek Online, в которой их называют Ундина. В Star Trek: Alien Domain они являются основными антагонистами.

## Рейтинги
В 2017 году новостной портал ScreenRant оценил вид 8472 как 11 самых странных инопланетян в «Звёздном пути».